# Register
Register és una població del Comtat de Bulloch a l'estat de Geòrgia (Estats Units).

## Demografia
Segons el cens del 2000, Register tenia 164 habitants, 68 habitatges, i 39 famílies. La densitat de població era de 81,2 habitants/km².
Dels 68 habitatges en un 27,9% hi vivien nens de menys de 18 anys, en un 48,5% hi vivien parelles casades, en un 8,8% dones solteres, i en un 41,2% no eren unitats familiars. En el 35,3% dels habitatges hi vivien persones soles el 14,7% de les quals corresponia a persones de 65 anys o més que vivien soles. El nombre mitjà de persones vivint en cada habitatge era de 2,41 i el nombre mitjà de persones que vivien en cada família era de 3,23.
Per edats la població es repartia de la següent manera: un 29,3% tenia menys de 18 anys, un 7,9% entre 18 i 24, un 27,4% entre 25 i 44, un 21,3% de 45 a 60 i un 14% 65 anys o més.
L'edat mediana era de 33 anys. Per cada 100 dones de 18 o més anys hi havia 75,8 homes.
La renda mediana per habitatge era de 20.500 $ i la renda mediana per família de 32.500 $. Els homes tenien una renda mediana de 21.250 $ mentre que les dones 20.000 $. La renda per capita de la població era de 14.009 $. Cap de les famílies i el 10,1% de la població estaven per davall del llindar de pobresa.

## Poblacions més properes
El següent diagrama mostra les poblacions més properes.